# Cmentarz wojenny nr 296 – Paleśnica
Cmentarz wojenny nr 296 – Paleśnica – austriacki cmentarz wojenny z okresu I wojny światowej wybudowany przez Oddział Grobów Wojennych C. i K. Komendantury Wojskowej w Krakowie na terenie jego okręgu VIII Brzesko.
Jest to kwatera na starym cmentarzu parafialnym, znajdującym się na zachodnim stoku doliny potoku Paleśnianka, nad drogą wojewódzką nr 975, w północnej części miejscowości Paleśnica w gminie Zakliczyn województwa małopolskiego.
Zbudowany został na planie pięcioboku (prostokąt ze ściętym lewym, od wejścia, narożnikiem). Obecnie, po remoncie, ma kształt czworoboku. Otoczony jest współczesnym płotem z metalowych sztachet. Do wejścia prowadzą schody. Metalowa bramka wejściowa umocowana jest na słupkach z kamiennych bloczków. Cmentarz to trzy, obecnie prawie niewidoczne tarasy. Po lewej stronie, na pierwszym tarasie znajduje się, umieszczony na niewielkim betonowym postumencie z tabliczką imienną, żeliwny krzyż z mieczy z datą 1915. Pomiędzy pierwszym a drugim tarasem znajduje się jeden z dwóch pomników. Jest to betonowy krzyż na postumencie z kilku kamiennych ciosów. Powyżej, pośrodku znajdują się groby pojedyncze, a pod ogrodzeniem, po prawej i lewej stronie, zbiorowe. Na grobach żołnierzy znajdują się niewielkie kamienie nagrobne z tabliczkami imiennymi i z metalowymi, austriackimi krzyżami kawalerskimi. Przy ogrodzeniu, naprzeciwko wejścia znajduje się drugi pomnik. Jest to większy betonowy krzyż umieszczony na postumencie w formie dużego sześcianu z kamiennych bloków. Poniżej krzyża umieszczono tablicę z niemieckojęzyczną inskrypcją:

+ 1914

SCHÄTZE BIRGT DIESER BERG:

TREUE, MUTIGE MÄNNER

W tłumaczeniu na język polski: Skarby kryje to wzgórze: wiernych, odważnych mężów.
Pochowano na cmentarzu 67 żołnierzy armii austro-węgierskiej, w 10 mogiłach zbiorowych i w 21 grobach pojedynczych. Polegli 2 października 1914 i 3 kwietnia 1915 roku.
Projektował nekropolię Robert Motka.
Cmentarz wyremontowany w 2020 r. ze środków przekazanych przez Instytut i Muzeum Historii Wojen na Węgrzech w wysokości 150 tys. zł.
Na cmentarzu parafialnym znajduje się także, około 100 metrów na północ, druga kwatera będąca austriackim cmentarzem wojennym nr 295.

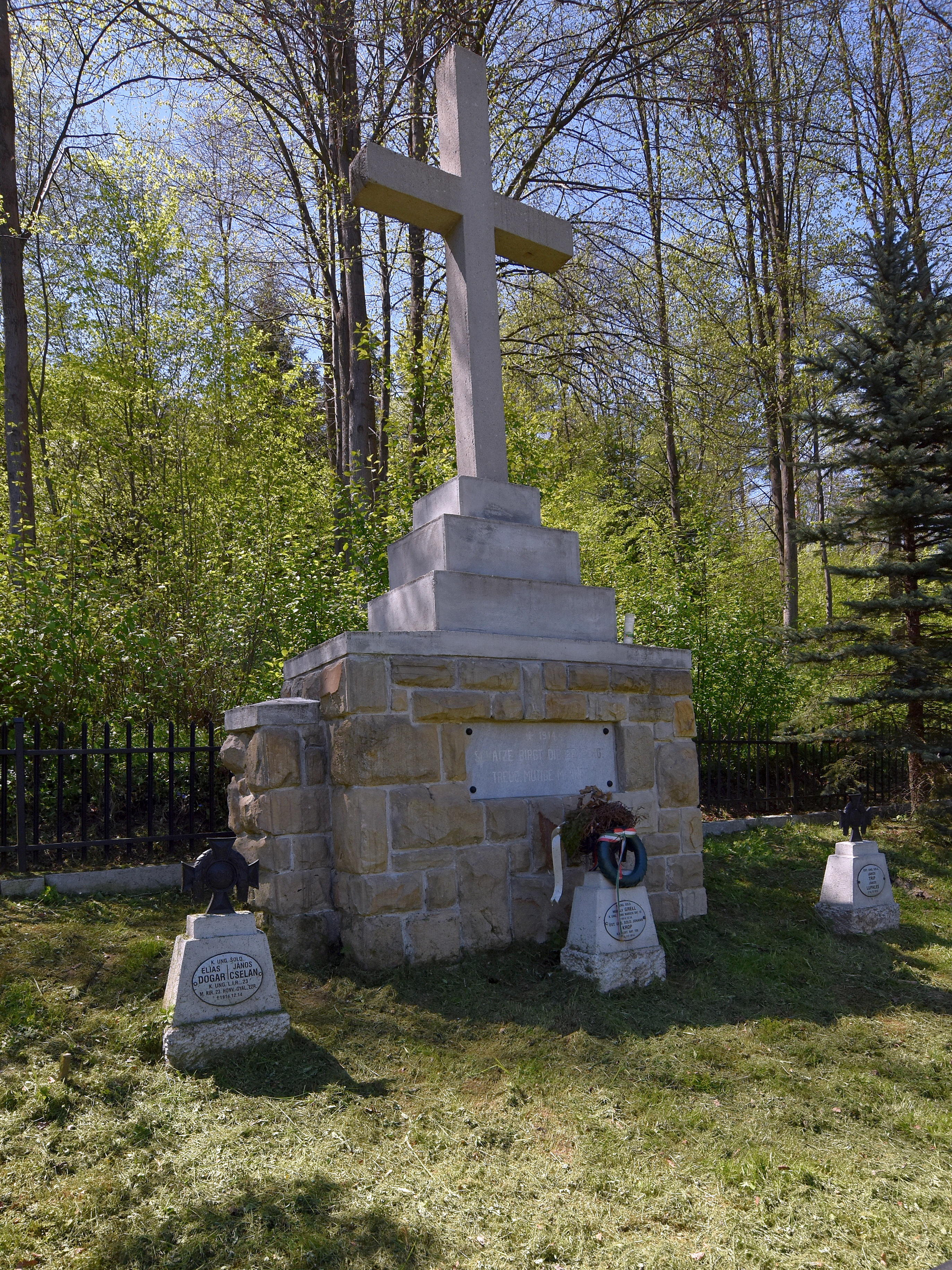
Pomnik główny
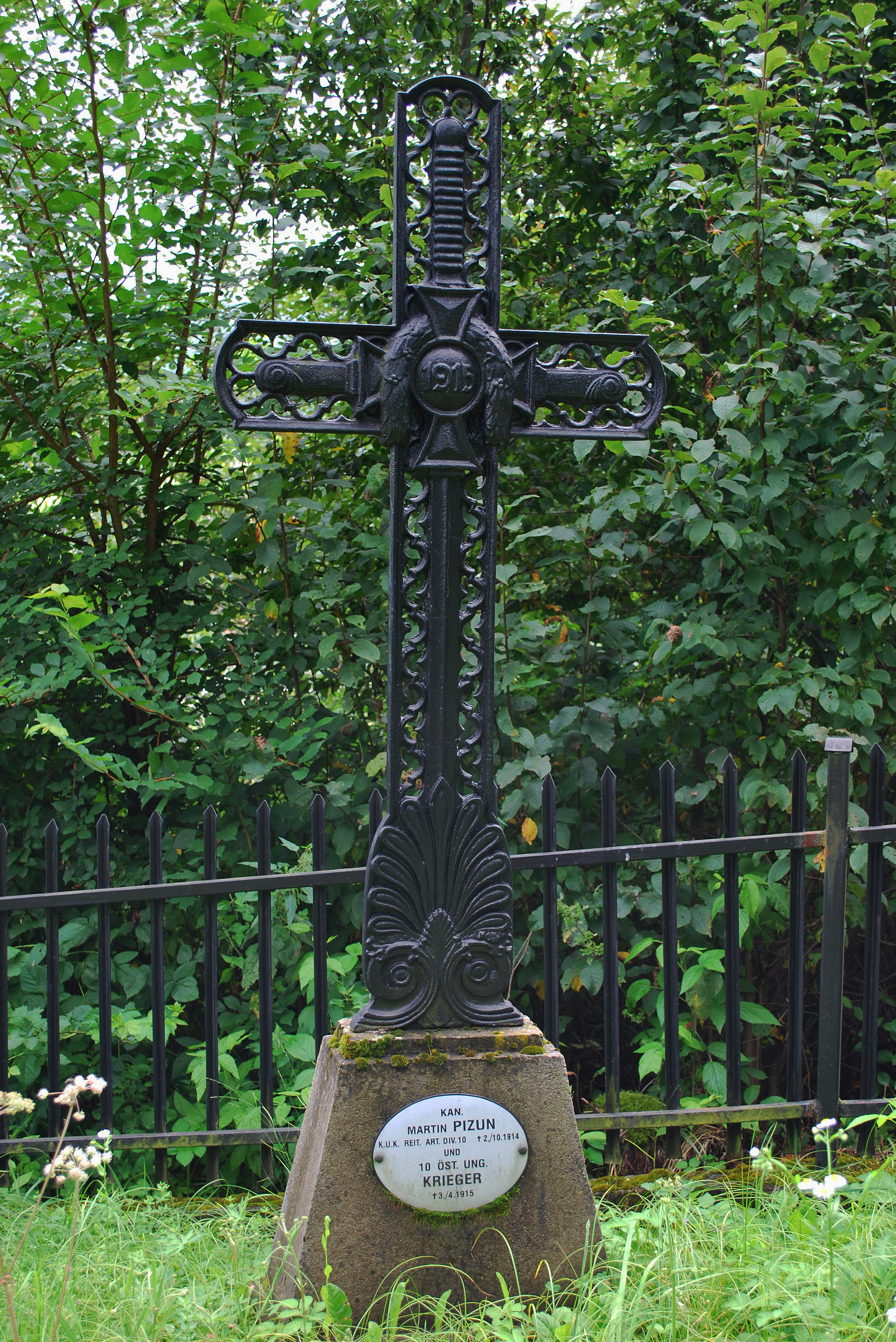
Krzyż z mieczy
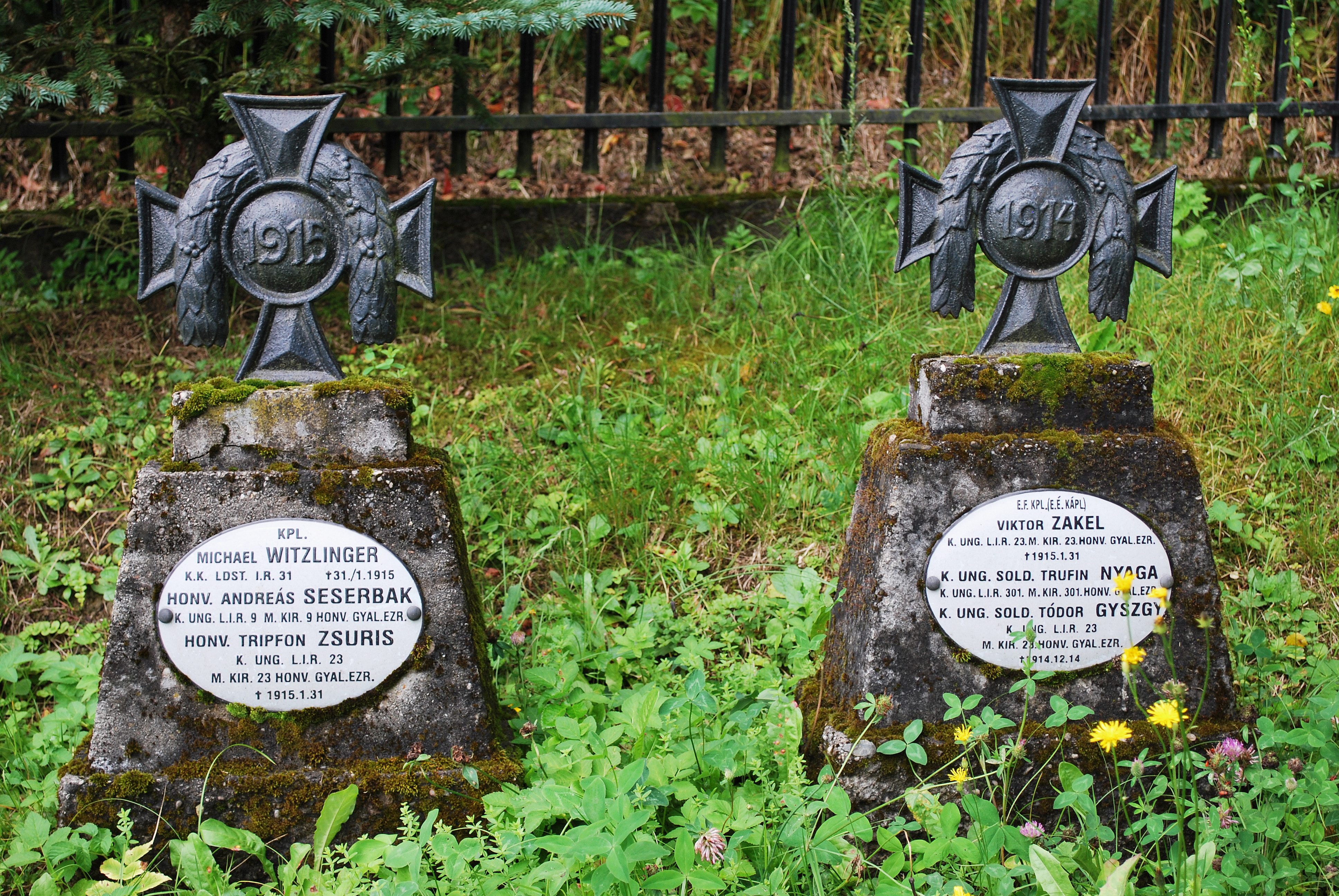
Groby
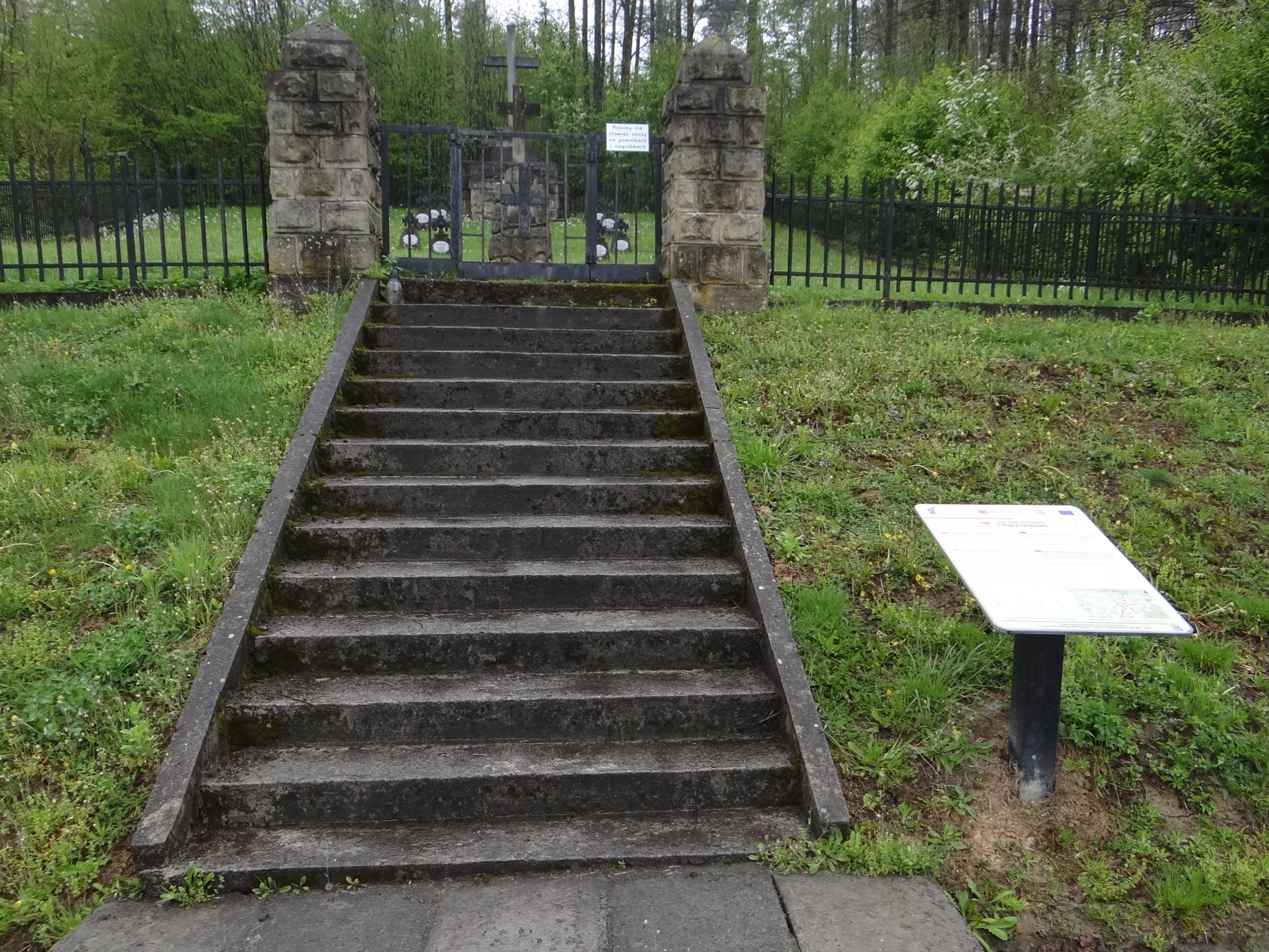
Wejście na cmentarz